# Квеленоф (Болцано)
Квеленоф је насеље у Италији у округу Болцано, региону Трентино-Јужни Тирол.
Према процени из 2011. у насељу је живело 159 становника. Насеље се налази на надморској висини од 507 м.